# Stephen Hunter
Stephen Hunter (Kansas City, 25 marzo 1946) è uno scrittore, giornalista e critico cinematografico statunitense, vincitore nel 2003 del Premio Pulitzer per la sua attività di critico.

## Biografia
Critico cinematografico dal 1982, ricopre questo ruolo per il Washington Post dal 1997. È più ampiamente noto per i suoi romanzi thriller, hard boiled e spy-stories, che hanno per protagonisti Bob Lee Swagger, tiratore scelto reduce del Vietnam e il padre Earl Swagger, eroe della Seconda guerra mondiale e sergente di polizia dell'Arkansas. Nel 2007 il primo dei romanzi dedicati a Bob Lee Swagger, Una pallottola per il presidente (Point of Impact), è stato adattato per il cinema, nel film Shooter, diretto da Antoine Fuqua, con Mark Wahlberg nel ruolo del protagonista.

## Opere

### Narrativa
- The Master Sniper (1980)
- The Second Saladin (1982)
- Target: scuola omicidi (Target) (1985) Mondadori, 1986 - Collana Segretissimo
- The Spanish Gambit (1985)
- Conto alla rovescia (The Day Before Midnight) (1989) Mondadori, 1989 ISBN 8804330252
- Una pallottola per il presidente (Point of Impact) (1993) Mondadori - Collana Segretissimo
- Dirty White Boys (Dirty White Boys) (1994) Sperling & Kupfer, 1996 ISBN 882002294X
- Black Light (1996)
- Time to Hunt (1998)
- Giocarsi la pelle (Hot Springs) (2000) Longanesi, 2004 ISBN 8830421472
- Il cavaliere pallido (Pale Horse Coming) (2001) Longanesi, 2005 ISBN 8830422495
- Havana (2003)
- The 47th Samurai (2007)
- Night of Thunder (2008)

### Saggistica
- Violent Screen: A Critic's 13 Years on the Front Lines of Movie Mayhem (1995)
- Now Playing at the Valencia: Pulitzer Prize-Winning Essays on Movies (2005)
- American Gunfight: The Plot to Kill Harry Truman and the Shoot-out that Stopped It (2005)